# Vie de Quartier
Vie de quartier était une série télévisée d'animation québécoise en 26 épisodes de 26 minutes diffusée entre le 21 mars 2011 et le 7 juillet 2012 à la Télévision de Radio-Canada.

## Synopsis
La vie n'est pas facile pour Dédé Tremblay. Les locataires de son bloc appartement sont invivables, le bloc lui-même tombe en morceaux, et Bruno, son meilleur ami est un escroc. Une particularité de cette émission est que tous les personnages, sauf la famille de Dédé, sont en fait des personnages incarnés par le Groupe Sanguin (dont lui, il est le propriétaire du bloc appartement). On retrouve entre autres Dany Verveine, la Méchante (ici appelée Madame Tanguay) et le gars fatigué (alias Phil).

## Fiche technique
- Producteurs exécutifs : André A. Bélanger, Luc Châtelain, Lucie Marion, Christian Tremblay, Yvon Tremblay
- Productrice : Dominique Mendel
- Directrice de production : Julie Mongeau
- Coordonnatrice de production : Geneviève Brisson
- Directeur artistique : Benoit Godbout
- Société de production : LOTB Productions Inc. et lvl*studio

## Voix
- Dany Turcotte : Dédé Tremblay et Dany Verveine
- Marie-Lise Pilote : Madame Tanguay et Audrey
- Dominique Lévesque : Bruno et Phil, le ti-monsieur fatigué
- Julie Le Breton : Jasmine
- Johanne Garneau : Ti-Poutte
- Hugolin Chevrette : Simard
- Frédéric Pierre : Vincent
- Benoît Rousseau : Robert Bouvier-Bernois
- Sylvie Potvin
- Hugues Létourneau

 Source et légende : version québécoise (VQ) sur Doublage.qc.ca

## Épisodes

### Première saison (2011)
1. Cimetière amérindien
2. De mal en pise
3. Dédé le héros
4. Une bonne cause
5. Les deux font la paire
6. Virage vert
7. Pot problème
8. Les moyennement joyeux naufragés
9. La bouteille
10. Le contremaître d’outre-tombe
11. Surprise
12. Mal de bloc
13. D’amour et d’organes frais

### Deuxième saison (2012)
1. L'homme à vraiment tout faire
2. Rencontre du troisième âge
3. Erreur sur la terreur
4. L'ami de Dédé
5. Dédé le tout-nu
6. Voyage en famille
7. L'école lâche Ti-Pout
8. Donnez généreusement
9. L’homme qui parlait aux coquerelles
10. Les adorateurs de Régina
11. Le génie de la théière
12. La fin du monde
13. Les machines à fous